# 拉納韋貝 (牙買加)
拉納韋貝（英語：Runaway Bay）是牙買加聖安堂區的城鎮，位於該國北部，距離奧喬里奧斯16公里，最高點海拔高度逾100米，是熱門的旅遊地點，2010年人口6,742。

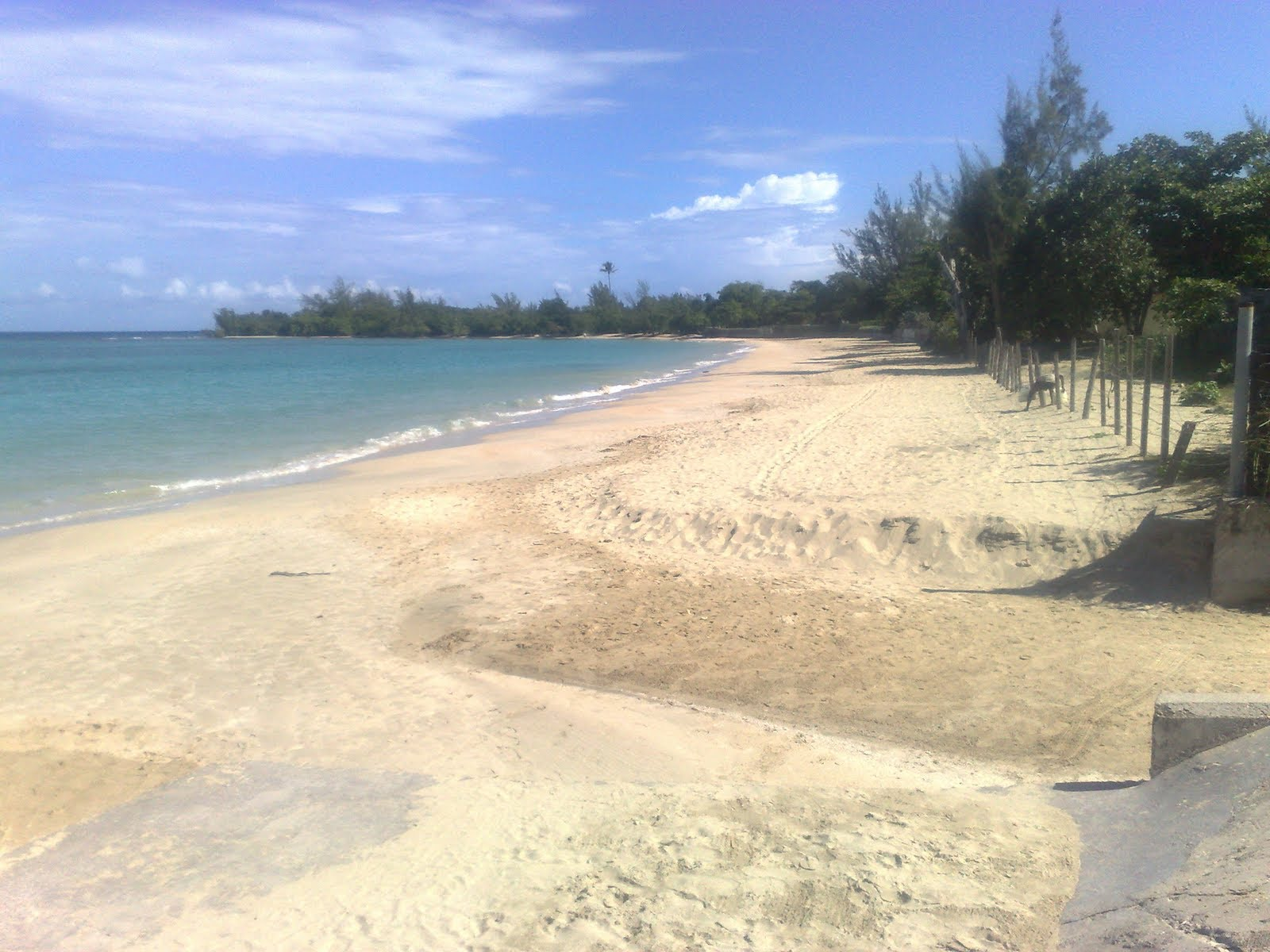
拉纳韦贝